# Spektroheliograf
Ein Spektroheliograf ist ein Instrument für die Sonnenforschung (griech. Helios = Sonne), insbesondere der Chromosphäre. Es besteht aus einem großen Gitter-Monochromator und dient zur fotografischen Aufnahme von Sonnenbildern (Spektroheliogramm) in einem sehr schmalen Wellenlängenbereich des Lichts (<0,01 nm). Am häufigsten wird dafür die rote Spektrallinie K von Kalzium II verwendet.
Das Objektiv eines großen Fernrohrs erzeugt ein Bild der Sonne, von dem der Spalt des Monochromators nur einen dünnen Streifen durchlässt. Dieser wird spektral zerlegt und vom Spektrum durch einen Austrittsspalt ein schmaler Wellenlängenbereich ausgeblendet. Hinter diesem befindet sich eine Fotoplatte bzw. ein Flächendetektor, vor dem der Monochromator langsam weiterbewegt wird. Dadurch erhält man einen Scan (eine Abtastung) der gesamten Sonnenscheibe im gewählten Spektralbereich.
Das Prinzip lässt sich auf moderne Bildsensoren umbauen.
Die Erfindung des Spektroheliografen geht auf parallele Arbeiten von Henri-Alexandre Deslandres am Pariser Observatorium Meudon (um 1892) und George Ellery Hale in den USA zurück. 1932 wurde das System durch Robert R. McMath um die Möglichkeit von Filmaufnahmen erweitert.